# Oncidium hydrophilum
Oncidium hydrophilum là một loài phong lan có ở Brasil tới Paraguay.